# Туњшчица
46° 14′ N 14° 34′ E / 46.233° С; 14.567° И
Туњшчица је 14 km дуг поток, лева притока реке Пшате. Извире на висини од 750 метара, на јужним падинама Крвавца у Камнишко-Савињским Алпима, изнад засеока Сеножети. Тече кроз насеља Туњишка Млака, Горе при Коменди до Мосте при Коменди где се улива у Пшату. Прима притоку Прапоршчицу.